# Combourg
Combourg (Conborn oder Comboute in Gallo, Komborn in Bretonisch) ist eine französische Gemeinde mit 6.324 Einwohnern (Stand 1. Januar 2022) im Département Ille-et-Vilaine in der Region Bretagne; sie gehört zum Arrondissement Saint-Malo und zum Kanton Combourg. Sie liegt 36 km südöstlich von Saint-Malo am Linon und trägt den Beinamen Wiege der Romantik, weil François-René de Chateaubriand hier einen Teil seiner Jugend verbrachte.

## Geschichte
Seit der gallorömischen Zeit hatte Combourg eine strategische Position inne. Bis etwa zum Jahr 1000 hatte der Ort unter Überfällen der Wikinger zu leiden. Die Seigneurie Combourg bestand aus etwa 15 Pfarreien und einem Dutzend Gütern. Sie wurde von Guingéné (oder Junkéné), Erzbischof von Dol, für seinen jüngeren Bruder, Riwallon de Dol (1015–1065), eingerichtet. Der Erzbischof war es auch, der die Burg errichten ließ. Im Gegenzug verpflichtete er den Herren von Combourg, für die militärische Verteidigung des Erzbistums Sorge zu tragen, den Oberbefehl über das bischöfliche Heer eingeschlossen. Die Herrschaft Combourg blieb in den Händen der Nachkommen Riwallons bis zum Tod von Yseult de Dol 1197. Ihr Sohn aus der Ehe mit Harsculf de Soligné († 1197), Jean III. de Dol, nahm den Namen seiner Mutter an. Weitere Besitzer der Herrschaft waren die Familien Châteaugiron genannt Malestroit, Rieux, Le Châtel, Montjean, Acigné und schließlich Coëtquen, die 1575 die Erhebung der Seigneurie zur Grafschaft erreichten. Der letzte Angehörige der Familie verkaufte die Grafschaft an die Eltern Châteaubriands am 3. Mai 1761.
Der Ort hat seit 1864 einen Bahnhof an der Bahnstrecke Rennes–Saint-Malo.

## Städtepartnerschaften
- Waldmünchen, Deutschland, seit 1993
- Lillestrøm, Norwegen (Schüleraustausch)

## Bevölkerungsentwicklung
- 1962: 4339
- 1968: 4457
- 1975: 4647
- 1982: 4733
- 1990: 4843
- 1999: 4850
- 2006: 5223
- 2017: 5940

## Sehenswürdigkeiten
Siehe auch: Liste der Monuments historiques in Combourg
- Burg Combourg, 11.–15. Jahrhundert
- Maison du Pendu (16. Jahrhundert)
- Manoir du Trémaudan (16. Jahrhundert) mit Taubenturm, Monument historique
- Relais des Princes (16. Jahrhundert)
- Château de la Bouteillerie (19. Jahrhundert)
- Benediktinerabtei, (16. Jahrhundert)
- Maison des Templiers, (16. Jahrhundert)

## Persönlichkeiten
- Célestin Guynemer de la Hailandière (1798–1882), römisch-katholischer Geistlicher, Bischof von Vincennes